# Seppel Glückert

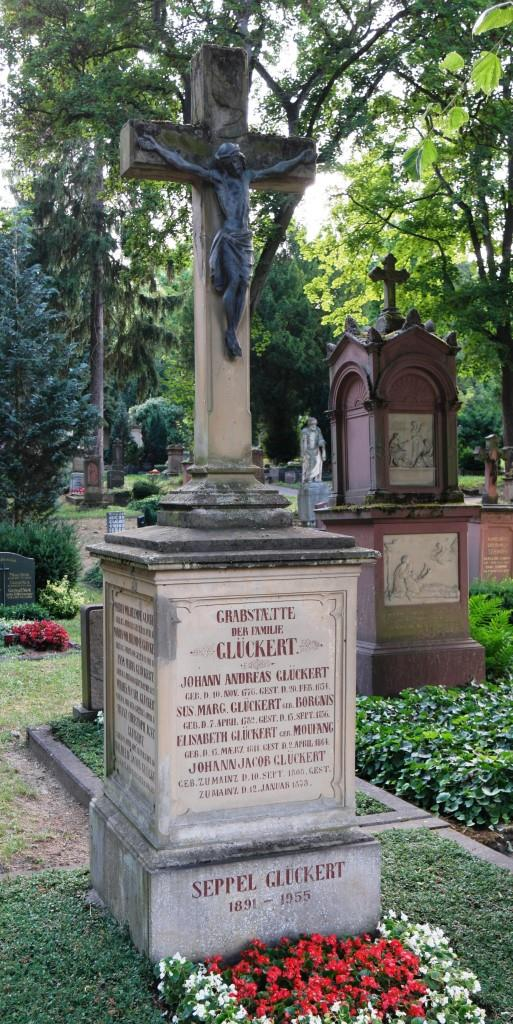
Grab von Seppel Glückert auf dem Hauptfriedhof Mainz

Seppel Glückert (* 1. Juni 1891 in Mainz; † 31. März 1955 ebenda) war ein deutscher Aktiver in der Mainzer Fastnacht. Er war Büttenredner und Vorsitzender des Mainzer Carneval-Vereins (MCV). In seiner Kindheit war er Mitglied im Mainzer Domchor und betätigte sich im Katholischen Kaufmännischen Verein. Er übernahm das Schreibwarengeschäft seines Vaters.

## Leben
Glückert wurde 1891 als Sohn eines Mainzer Schreibwarenhändlers geboren. Er wurde katholisch erzogen und war als Kind Mitglied des Mainzer Domchors und später aktiv im Katholischen Kaufmännischen Verein seiner Heimatstadt.

## Mainzer Fastnacht
1925 trat Glückert in den MCV ein, drei Jahre später übernahm er die Funktion des Protokollers. Seine Redekünste und seine Auftritte in der Bütt machten ihn bald zu einem der populärsten Mainzer Fastnachter. Er galt bald auch als Zensor des MCV. Anstößigkeiten oder Zweideutigkeiten, die seiner katholisch geprägten Lebensmaxime widersprachen, ließ er nicht zu. Gleichzeitig war er ein Kritiker des Nationalsozialismus.

„Heil ruft man hier, Heil ruft man dort,

Ein Silbchen nur fehlt diesem Wort,

In allen deutschen Landen

Ist Unheil nur draus entstanden“

Auch während der Zeit des Nationalsozialismus hielt er an seinem parodistischen Talent trotz der damit verbundenen Gefährdung fest. Seine Popularität in der Mainzer Bevölkerung rettete ihn mit Sicherheit vor Repressalien der NS-Herrschaft. So reimte er nur wenige Wochen nach der Machtergreifung:

„Zu reden hier heut braucht man Mut,

Weil, eh mer sich vergucke dut,

Als Opfer seiner närrischen Kunst

kann einquartert wer'n ganz umsunst“

und meinte scherzhaft, er habe sich vorsichtshalber von seiner Frau bereits verabschiedet, weil die Nachsitzung eventuell „in der Wormser Gegend“ stattfinden könnte. Auch 1935 erwähnte er in einer Sitzung das KZ Dachau:
| Zitatbeleg aus der Sammlung des Mainzer Fastnachtsmuseums: | Gehörte Fassung: |
| „Liebe Narrhallesen, gell, Was geht alles heut so schnell: Ääns, zwää drei! Steht mer in Wichs! Ääns, zwää drei! Nimmst du die Büchs! Ääns, zwää drei! Im Glied marchierste! Ääns, zwää drei! Dein Fenster zierste! Ääns, zwää drei! Zum Eintopf lääfste! Ääns, zwää drei! Rosettcher kääfste! Ääns, zwää drei! Dein Beutel leerste! Ääns, zwää drei! De Speicher kehrste! un die Steuern um die Reih, Die bezahlste! Ääns, zwää, drei! Darum sei gepriesen heit', Unser aller Folgsamkeit.“ – Seppel Glückert; | „Eens, zwee, drei, steh ich im Wichs Ääns, zwää drei! Nimmst du die Büchs Ääns, zwää drei! Im Glied marschierste Ääns, zwää drei! Dei Fenster zierste Ääns, zwää drei! Zum Eintopf lääfste Ääns, zwää drei! Rosettcher kääfste Ääns, zwää drei! Dein Beutel leerste Ääns, zwää drei! De Speicher keehrste Ääns, zwää drei! Im Keller schwitzte ÄÄNS, ZWÄÄ, DREI! IN DACHAU SITZTE Ääns, zwää drei! Und dei Steiern in die Reih Ääns, zwää drei!“ – Seppel Glückert; 1935 |

In der Kampagne 1938 kam es zum Eklat. Weil Glückert das KZ Dachau erwähnte, wurde die Direktübertragung im Radio abgebrochen.
In der Nachkriegszeit genoss Glückert hohes Ansehen bei den französischen Behörden. Sie erteilten dem von ihnen als poète bezeichneten Fastnachter eine Generallizenz für weitere Auftritte. 1946 gehörte er zu den Mitveranstaltern der Mainzer Abende, die auf Initiative des französischen Stadtkommandanten Louis Théodore Kleinmann im kriegszerstörten Mainz als Fastnachtsersatz begangen wurden.

„Sieben Jahr, sag's unverhohlen,

hat wieder man uns abgestohlen,

und uns're Stadt mit ihren Gassen

aus tausend Wunden bluten lassen.“

Von 1947 bis zu seinem Tod 1955 war Glückert Präsident des MCV. 1951 verließ er freiwillig die Mainzer Fastnacht und kehrte nur ein Mal, 1955, als Vorsitzender des MCV für die Teilnahme an einer Herrensitzung zurück. Wenige Wochen danach starb er an einem Schlaganfall und wurde unter großer Anteilnahme auf dem Mainzer Hauptfriedhof beigesetzt, auf dem sich sein Grab heute noch befindet.

## Auszeichnungen und Ehrungen
Der Spiegel nannte ihn 1948 „König der Büttenredner“. Heute ist in der Mainzer Innenstadt eine Straße der Fußgängerzone nach ihm benannt: Seppel-Glückert-Passage.

## Schriften (Auswahl)
- An die Mainzer aus aller Welt. Rheingold Verlag, 1940.